# Slaget ved La Roche-Derrien
Slaget ved La Roche-Derrien var et slag der foregik i 1347 som en del af den bretonske tronfølgekrig. Det blev udkæmpet om natten imellem engelske og franske tropper. Franskmændene rådede over omkring 4.000-5.000 mand, heriblandt bretonske og genovianske lejesoldater (den største hær som hertug Charles af Blois fik samlet), og de belejrede byen La Roche-Derrien i håb om at lokke Sir Thomas Dagworth, hærfører for den engelske hær i Bretagne på dette tidspunkt, ud i åben kamp.

## Baggrund
Charles af Blois havde givet sine mænd ordre om at etablere fire lejre ud for byens fire porte i et forsøg på at slå de forhadte engelske bueskytter. Der var opført en svag palisade omkring lejrene for at give dække for soldaterne - hans tankegang var, at bueskytterne ikke kunne slå det ihjel, som de ikke kunne se. Hertug Charles havde også givet strenge ordre om, at de ikke måtte forlade deres lejre, således at de blev nemme mål for bueskytterne.

## Slaget
Da Dagworths hær ankom til La Roche-Derrien var den mindre end en fjerdedel så stort som den franske styrke, og de angreb de østlige lejr, der var den største, og gik således i Charles af Blois' fælde. Dagworths mænd blev beskudt af armbrøstskytter forfra og bagfra, og kort efter blev Dagworth selv tvunget til at overgive sig.
Charles af Blois antog nu, at han have vundet slaget, og at hele Bretagne i praksis var hans, da englændernes hær var besejret. Han sænkede derfor paraderne, men et udfald fra byen, som hovedsageligt bestod af borgere med økser, landbrugsredskaber og andet værktøj angreb franskmændene bagfra. Bueskytterne og soldaterne var tilbage fra den oprindelige hær sluttede sig til, og samen med byens indbyggere fik de gjort en ende på Charles' tropper. Charles de Blois blev tvunget til at overgivet sig, og blev taget til fange så man kunne afkræve løsesum.
Hans strenge ordre om at soldaterne skulle forblive i deres respektive lejre af frygt for bueskytternes pile blev det, som gav englænderne sejren, da de således kunne angribe lejrene én efter én.

## Slaget ved La Roche-Derrien i fiktion
Slaget er med i Bernard Cornwells historiske roman Vagabond, der er en del af hans trilogi The Grail Quest, der foregår under hundredårskrigen. I forgængeren Harlequin er seriens hovedperson med til at indtage byen med den engelske hær.